# Džozef Kembel
Džozef Kembel  (Joseph Campbell, Njujork, 26. mart 1904 – Honolulu, 30. oktobar 1987) bio je američki pisac, naučnik i profesor. Najpoznatiji je po svojim radovima na području mitologije i komparativne religije.

## Život i karijera
Rođen je u Njujorku gdje se, kao desetogodišnji dječak, u Muzeju nacionalne istorije, sreo s totemima i maskama koje su ga fascinirale. Tako je, još kao dečak, počeo čitati sve što je mogao o Indijancima, njihovim mitovima i legendama. Ovo je bio početak Džosefovog putovanja kao naučnika, koje je od njega stvorilo jednog od najuzbudljivijih učitelja našega vremena.
Školovao se na Kolumbia Universitu, u  Njujorku. Specijalizirao je srednjevekovnu literaturu, a školovanje je nastavio na sveučilištu u Parizu i Minhenu. Za vreme svog boravka u Evropi, susreo se s ujetnošću Pabla Pikasa i Henrija Matisa, psihološkim studijama Sigmunda Frojda i Karla Junga i delima Thomasa Mana. U svim je ovim delima pronašao iste one simbole koje je uočio u mitovima.
Džozef Kembel se 1929. godine vratio u Njujork i odustao od trke za doktoratom jer ga je sveučilišni mentor pokušao držati unutar uskog akademskog nastavnog programa. Radije se povukao u šume čitajući o antropologiji, biologiji, filozofiji, umetnosti, istoriji i religiji idućih pet godina.
Godine 1934. prihvatio je posao profesora na fakultetu Sarah Lawrence College, na kome je podučavao iz komparativne literature do 1972. godine.
Vodeća ideja njegova života je bila pomoći ljudima da shvate moćnu simboliku mitoloških priča. Želeo je naučiti ljude kako uočiti mitološke poruke koje se odnose na nas ovde i sada. To se uočava i u njegovim književnim delima, ali i u njegovim predavanjima.
Umro je 1987. godine iznenadnom smrću, nakon kratke borbe s rakom.

## Uticaj
Kambelov rad je uticao na mnoge učenike, naučnike, pisce, muzičare, umetnike i filmske režisere. Jedan od njih je i njegov prijatelj George Lucas koji je, nadahnut Kembelovom knjigom "The Hero with a Thousand Faces", načinio svoje planetarno poznato remek delo Star Wars.
Od animiranih filmova, također nadahnutih navedenom Kambelovom knjigom, nastao je film Walt Disneyev The Lion King.
Džozef Kembel je svojim radom vratio mitologiju na svetlo dana. Govorio je kako to nisu samo obične pričice za pričanje oko logorske vatre, nego da su to moćni vodiči ljudskoga duha. Time je pokazao kako su mitološke priče širom sveta, ma koliko izgledale različite, u biti jednake. Njihova univerzalna istina je jednaka, ali je, u različitim kulturama i istorijskim razdobljima, samo ispričana na drugačije načine.
Kembel je svojim studentima ovako govorio: "Ako stvarno želite pomoći ovom svetu, sve što trebate poučavati je kako živeti u njemu."

### Dela
Godine 1944, zajedno sa Henry Morton Robinsonom, Džozef Kembel je izdao knjigu A Skeleton Key to Finnegan's Wake. Ona je bila neka vrsta vodiča za razumijevanje Džozefove knjige "Finnegan's Wake".
Njegovo prvo samostalno delo, The Hero with a Thousand Faces objavljeno 1949. godine, postalo je klasika. U ovome delu Džozef Kembel otkriva da, kao arhetip, postoji univerzalna priča o junakovoj pustolovini koja je, zatim, umotana u određeno kulturološko i društveno ruho pojedine kulture i pripadajućeg doba.
Druga Džozefova dela uključuju njegove četiri knjige - studije mitologije:
- The Masks of God (1959-1967),
- The Flight of the Wild Gander (1969) i
- The Mythic Image (1974).

U svojim poslednjim godinama života radio je na velikom projektu Historical Atlas of World Mythology koji nije uspeo sam da dovrši.
Godine 1988. popularna televizijska serija s Američkim novinarom Bill Moyersom, pod nazivom The Power of Myth milion ljudi upoznala je sa Džozefovim otkrićima i mislima. Radi se o serijalu od šest nastavaka, prepunom mudrosti i nadahnute energije koju ova dva čoveka bude kroz razgovor snimljen u posljednje dve godine Džozefovog života.
Ovaj serijal nastao je i u književnom obliku. Preveden je i na srpski jezik pod naslovom Džozef Kembel, Moć Mita, Razgovor s Bill Moyersom (2001).

## Spoljašnje veze
- Joseph Campbell Foundation
- The Joseph Campbell Library at Pacifica Graduate Institute